# Kamahl
Kamahl, egentligen Kandiah Kamalesvaran (tamil: கந்தையா கமலேஸ்வரன்), född 13 november 1934, är en australisk sångare av malaysiskt ursprung. Han är mest känd för låten "The Elephant Song" (1975).